# AZS Lublin (koszykówka kobiet)
AZS UMCS Lublin – żeński polski klub koszykarski występujący w Orlen Basket Lidze Kobiet.
Po raz pierwszy klub uzyskał awans do najwyższej klasy rozgrywkowej w sezonie 1965/1966. W 1999 AZS zajął pierwsze miejsce w fazie zasadniczej o mistrzostwo II ligi, a w decydującym o awansie do ekstraklasy meczu, pokonał AZS Quay Dobur Poznań 79:53. W zespole występującym wówczas pod nazwą AZS Meblotap grała między innymi reprezentantka Polski Iwona Godula. W sierpniu 2002 klub przeniósł siedzibę z Lublina do Chełma w związku z porozumieniem między sponsorem, firmą Meblotap, klubem AZS Lublin oraz Zarządem Miasta Chełma. Sezon 2005/2006 był ostatnim AZS-u w ekstraklasie.
W sezonie 2013/2014 klub występował w I lidze. W czerwcu 2014 w wyniku powiększenia Basket Ligi Kobiet z 10 do 12 zespołów, AZS UMCS otrzymał zaproszenie od władz PLK na występy w najwyższej klasie rozgrywkowej.
31 stycznia 2016 klub po raz pierwszy w swojej historii zdobył Puchar Polski po zwycięstwie w meczu finałowym nad Ślęzą Wrocław 66:58.
W sezonie 2021/2022 po raz pierwszy lubelska drużyna dotarła do finału play-off. W nim musiała uznać wyższość BC Polkowice i zakończyła ze srebrem, co było wówczas największym osiągnięciem w historii klubu.
15 kwietnia 2023 AZS UMCS Lublin zwyciężając w decydującym meczu 83:82 zespół BC Polkowice zdobył pierwsze Mistrzostwo Polski. MVP Finałów wybrano zawodniczkę AZS Sparkle Taylor.

## Sukcesy
- Mistrzostwa Polski:
  -  1. miejsce (1x): 2023
  -  2. miejsce (1x): 2022
- Puchar Polski:
  -  1. miejsce (1x): 2016
  -  Finalista (2x): 2024, 2025
- Superpuchar Polski
  -  1. miejsce (2x): 2023, 2024

## Historyczne składy

### Sezon 2017-2018
Stan na 21 października 2017, na podstawie.
| Nr | Poz. | Nar.              | Nazwisko i imię        | Data urodzenia | Wzrost | Masa ciała |
| -- | ---- | ----------------- | ---------------------- | -------------- | ------ | ---------- |
| 1  | C    | Nigeria           | Ugoka, Uju             | 1993-05-24     | 183 cm |            |
| 2  | PG   | Stany Zjednoczone | Fitzgerald, Feyonda    | 1995-04-15     | 170 cm |            |
| 5  | PG   | Polska            | Grygiel, Kaja          | 1997-08-13     | 162 cm |            |
| 6  | PG   | Polska            | Cebulska, Martyna      | 1991-11-20     | 168 cm |            |
| 8  | SG   | Polska            | Kędzierska, Aleksandra | 1996-04-11     | 174 cm |            |
| 9  | G/F  | Polska            | Mistygacz, Dorota      | 1992-11-16     | 184 cm |            |
| 10 | G    | Serbia            | Butulija, Dajana       | 1986-02-23     | 174 cm |            |
| 14 | C    | Polska            | Witkowska, Marta       | 1988-12-12     | 193 cm |            |
| 15 | F    | Polska            | Dobrowolska, Agata     | 1992-03-26     | 188 cm |            |
| 22 | F    | Polska            | Poleszak, Dominika     | 1997-01-21     | 185 cm |            |
| 44 | F    | Ukraina           | Dorohobuzowa, Kateryna | 1990-06-28     | 185 cm |            |

Trener:  Wojciech Szawarski

### Sezon 2022-2023
Stan na 15 kwietnia 2023 na podstawie.
| Nr | Poz. | Nar.              | Nazwisko i imię        | Data urodzenia | Wzrost | Masa ciała |
| -- | ---- | ----------------- | ---------------------- | -------------- | ------ | ---------- |
| 0  | F    | Polska            | Zięmborska, Aleksandra |                | 182 cm |            |
| 1  | PF   | Polska            | Zając, Wiktoria        |                | 183 cm |            |
| 2  | C/F  | Stany Zjednoczone | Mack, Natasha          |                | 193 cm |            |
| 3  | PF   | Polska            | Trzeciak, Olga         |                | 183 cm |            |
| 5  | C/F  | Polska            | Goszczyńska, Martyna   |                | 186 cm |            |
| 6  | G    | Polska            | Mazurek, Dominika      |                | 178 cm |            |
| 7  | G/F  | Polska            | Ziętara, Magdalena     |                | 180 cm |            |
| 8  | PG   | Polska            | Kuczyńska, Aleksandra  |                | 168 cm |            |
| 10 | PG   | Serbia            | Stanaćev, Aleksandra   |                | 167 cm |            |
| 12 | SG   | Stany Zjednoczone | Taylor, Sparkle        |                | 171 cm |            |
| 15 | SF   | Polska            | Nassisi, Michella      |                | 173 cm |            |
| 21 | PF   | Ukraina           | Jurkewiczus, Tetiana   |                | 187 cm |            |
| 25 | C    | Polska            | Wińkowska, Anna        |                | 192 cm |            |
| 44 | G/F  | Serbia            | Zec, Katarina          |                | 180 cm |            |

Trener:  Krzysztof Szewczyk
 Asystenci: Marek LebiedzińskiW trakcie sezonu odeszły:
- Nia Clouden (zawodniczka, 2022-12-06),
- Emilia Kośla (zawodniczka, 2022-11-25),
- Elsa Paulsson Glantz (zawodniczka, 2022-11-15)

### Sezon 2023-2024
Stan na 1 marca 2024 na podstawie.
| Nr | Poz. | Nar.              | Nazwisko i imię        | Data urodzenia | Wzrost | Masa ciała |
| -- | ---- | ----------------- | ---------------------- | -------------- | ------ | ---------- |
| 0  | F    | Polska            | Zięmborska, Aleksandra |                | 182 cm |            |
| 7  | G/F  | Polska            | Ziętara, Magdalena     |                | 180 cm |            |
| 9  | C/F  | Szwecja           | Gustavsson, Elin       |                | 188 cm |            |
| 12 | PG   | Stany Zjednoczone | Burton, Veronica       |                | 175 cm |            |
| 13 | C/F  | Stany Zjednoczone | Goss, Bria             |                | 178 cm |            |
| 22 | C    | Stany Zjednoczone | Shook, Kylee           |                | 195 cm |            |
| 66 | G    | Polska            | Fiszer, Dominika       |                | 170 cm |            |
| 90 | G    | Polska            | Ullmann, Dominika      |                | 170 cm |            |
| 91 | C    | Polska            | Adamczuk, Justyna      |                | 189 cm |            |
| 93 | SF   | Polska            | Nassisi, Michella      |                | 173 cm |            |
| 95 | C/F  | Polska            | Goszczyńska, Martyna   |                | 186 cm |            |
| 97 | SG   | Polska            | Jeziorna, Julia        |                | 176 cm |            |
| 98 | PG   | Polska            | Kuczyńska, Aleksandra  |                | 168 cm |            |

Trener:  Krzysztof Szewczyk
 Asystenci: Marek LebiedzińskiW trakcie sezonu odeszły:
- Réka Bernáth (zawodniczka, 2024-02-07),
- Channon Fluker (zawodniczka, 2023-11-01),
- Shyla Heal (zawodniczka, 2023-12-07)
- Emily Kalenik (zawodniczka, 2024-02-13)

## Zawodniczki
Zagraniczne
(Stan na 9 listopada 2020)

- Irina Kosenko (1991)
- Ołena Proszczenko (1998–2004)
- Jelyzaweta Łysenko (1999/2000)
- Irina Banari (1999/2000)
- Angela Dubojskaja (2000/2001)
- LaTonya Sims (2002/2003
- Jewgenija Pawłowa (2002)
- Julija Korżenewska (2002/2003)
- Rita La Toi Adams (2003)
- Olga Masilionene (2003)
- Oksana Dolgoroukova (2000–2002, 2003/2004)
- Shaquala Williams (2004)
- Mirkov Snezana (2004)
- Lauren Bull (2004/2005)
- Liudmila Zdzesińska (2004/2005)
- Kimay Murray (2004/2005)
- Natalla Marczanka (2004–2006)
- Khrystina Halouchyts (2005/2006)
- Chelsea Poppens (2014)
- Dara Taylor (2014/2015)
- Jessica Dulęba (2014/2015) /
- Angel Robinson (2014/2015)
- Lejla Bejtić (2014/2015)
- Asya Bussie (2014/2015)
- Hanna Luburgh (2014/2015)
- Leah Metcalf (2015/2016)
- Jhasmin Player (2015/2016)
- Kateryna Dorohobuzowa (2015–2018)
- Asia Boyd (2016/2017)
- Uju Ugoka (2016–2018)
- Dajana Butulija (2017–2019)
- Feyonda Fitzgerald (2017/2018) ¹
- Kai James (2018)
- Nikki Greene (2018/2019) ¹
- Kateryna Rymarenko (2018/2019)
- Uliana Datsko (2018/2019)
- Brianna Kiesel (2018/2019) ¹
- Irena Vrančić (2018/2019)
- Ama Degbeon (2019/2020)
- Briana Day (2019/2020)
- Giedrė Labuckienė (2019/2020)
- Alexis Peterson (2019/2020) ¹
- Jovana Popović (2019/2020)
- Kristina Baltić (2020)
- Martina Fassina (2020-2022)
- Morgan Bertsch (2020/2021)
- Calveion Landrum (2020/2021)
- Elisabeth Pavel (2020/2021)
- Ilaria Milazzo (2020/2021)
- Jennifer O’Neill (2020/2021) /
- Ivana Jakubcová (2021/2022)
- Natasha Mack (2021-2023) ¹
- Aleksandra Stanaćev (2021-2023)
- Kamiah Smalls (2021/2022) ¹
- Hanne Mestdagh (2021)
- Nia Clouden (2022) ¹
- Elsa Paulsson Glantz (2022)
- Katarina Zec (2022/2023)
- Sparkle Taylor (2022/2023) ¹
- Tetiana Jurkewiczus (2022/2023)
- Channon Fluker (2023)
- Shyla Heal (2023) ¹
- Réka Bernáth (2023/2024)
- Veronica Burton (2023/2024) ¹
- Bria Goss (2023/2024) ¹
- Kylee Shook (2023/2024) ¹
- Elin Gustavsson (2023/2024)

¹ – zawodniczki z wcześniejszym doświadczeniem w WNBA